# Musa Gurbanli
Musa Gurbanli (azerbajdzjanska: Musa Qurban oğlu Qurbanlı), född 13 april 2002, är en azerisk fotbollsspelare som spelar för Qarabağ FK i Azerbajdzjan.

## Klubblagskarriär
Gurbanli skrev som 15-åring på för Qarabağ i augusti 2017. Han gjorde A-lagsdebut 20 december 2019 i en cupmatch som Qarabağ vann med 3-1. Hans debuterade i ligan 25 september 2020. I januari 2021 blev han utlånad till ligakonkurrenten Zira för resten av säsongen.
Den 16 december 2022 förlängde han sitt kontrakt med Qarabağ med 4 år.
5 juli 2023 skrev han på ett treårskontrakt med Djurgårdens IF.
Den 14 juni 2024 blev det klart att han återvänder till Qarabağ. Han skrev på för 3 år.

## Landslagskarriär
I april 2018 debuterade han för Azerbaijdzjans U16-lag och gjorde två mål borta mot Bosnien, men det blev förlust med 2-3. Som 17-åring fick han debutera i U21-landslaget i en match mot Lichtenstein den 6 juni 2019. Sin första riktiga landskamp blevborta mot Slovenien i en match som slutade 0-0 där Gurbanli hoppade in med drygt 35 minuter kvar.

## Personligt
Gurbanli är son till Gurban Gurbanov, som varit tränare i Qarabağ sen 2008. Gurbanov har rekordet för antal mål i Azerbaijdzjans landslag med 14 mål på 68 matcher.

## Statistik

### Klubblag
| Klubb                           | Säsong         | Liga           | Liga    | Liga | Liga   | Nationell cup | Nationell cup | Nationell cup | Internationell cup | Internationell cup | Internationell cup | Totalt  | Totalt | Totalt |
| Klubb                           | Säsong         | Division       | Matcher | Mål  | Assist | Matcher       | Mål           | Assist        | Matcher            | Mål                | Assist             | Matcher | Mål    | Assist |
| ------------------------------- | -------------- | -------------- | ------- | ---- | ------ | ------------- | ------------- | ------------- | ------------------ | ------------------ | ------------------ | ------- | ------ | ------ |
| Qarabağ FK                      | 2019-20        | Premjer Liqasy | 0       | 0    | 0      | 1             | 0             | 1             | 0                  | 0                  | 0                  | 1       | 0      | 1      |
| Qarabağ FK                      | 2020-21        | Premjer Liqasy | 5       | 1    | 0      | 0             | 0             | 0             | 1                  | 0                  | 0                  | 6       | 1      | 0      |
| Qarabağ FK                      | 2021-22        | Premjer Liqasy | 15      | 8    | 5      | 2             | 1             | 2             | 6                  | 0                  | 0                  | 23      | 9      | 7      |
| Qarabağ FK                      | 2022-23        | Premjer Liqasy | 32      | 21   | 7      | 2             | 2             | 0             | 4                  | 0                  | 0                  | 38      | 23     | 7      |
| Qarabağ FK                      | Totalt         | Totalt         | 52      | 30   | 12     | 5             | 3             | 3             | 11                 | 0                  | 0                  | 68      | 33     | 15     |
| Zira FK (lån)                   | 2020-21        | Premjer Liqasy | 9       | 1    | 0      | 2             | 1             | 0             | —                  | —                  | —                  | 11      | 2      | 0      |
| Zira FK (lån)                   | Totalt         | Totalt         | 9       | 1    | 0      | 2             | 1             | 0             | —                  | —                  | —                  | 11      | 2      | 0      |
| Djurgårdens IF                  | 2023           | Allsvenskan    | 14      | 2    | 1      | 1             | 1             | 0             | 2                  | 0                  | 0                  | 17      | 3      | 1      |
| Djurgårdens IF                  | 2024           | Allsvenskan    | 2       | 0    | 0      | 2             | 0             | 0             | 0                  | 0                  | 0                  | 4       | 0      | 0      |
| Djurgårdens IF                  | Totalt         | Totalt         | 16      | 2    | 1      | 3             | 1             | 0             | 2                  | 0                  | 0                  | 21      | 3      | 1      |
| Qarabağ FK                      | 2024-25        | Premjer Liqasy | 0       | 0    | 0      | 0             | 0             | 0             | 0                  | 0                  | 0                  | 0       | 0      | 0      |
| Qarabağ FK                      | Totalt         | Totalt         | 0       | 0    | 0      | 0             | 0             | 0             | 0                  | 0                  | 0                  | 0       | 0      | 0      |
| Hela karriären                  | Hela karriären | Hela karriären | 76      | 33   | 13     | 10            | 5             | 3             | 13                 | 0                  | 0                  | 99      | 38     | 16     |
| Senast uppdaterad 14 juni 2024. |                |                |         |      |        |               |               |               |                    |                    |                    |         |        |        |

### Landslag
| Landslag                        | År             | Totalt  | Totalt | Totalt |
| Landslag                        | År             | Matcher | Mål    | Assist |
| ------------------------------- | -------------- | ------- | ------ | ------ |
| Azerbajdzjan U16                | 2016           | 1       | 2      | 0      |
| Azerbajdzjan U17                | 2017           | 1       | 0      | 0      |
| Azerbajdzjan U17                | 2018           | 2       | 1      | 0      |
| Azerbajdzjan U19                | 2019           | 6       | 0      | 0      |
| Azerbajdzjan U21                | 2019           | 3       | 0      | 0      |
| Azerbajdzjan U21                | 2021           | 8       | 2      | 0      |
| Azerbajdzjan U21                | 2022           | 5       | 4      | 0      |
| Totalt                          | Totalt         | 26      | 9      | 0      |
| Azerbajdzjan                    | 2020           | 1       | 0      | 0      |
| Azerbajdzjan                    | 2022           | 4       | 1      | 0      |
| Azerbajdzjan                    | 2023           | 5       | 0      | 0      |
| Azerbajdzjan                    | 2024           | 4       | 2      | 0      |
| Totalt                          | Totalt         | 14      | 3      | 0      |
| Hela karriären                  | Hela karriären | 40      | 12     | 0      |
| Senast uppdaterad 14 juni 2024. |                |         |        |        |